# Saadeh Al Shami
Saadeh Al Shami (en árabe: سعادة الشامي‎; 14 de abril de 1954) es un economista, académico y político libanés que se desempeñó como vice primer ministro del Líbano en el gabinete dirigido por Najib Mikati entre 2021 y 2025.

## Biografía
Al Shami nació el 14 de abril de 1954 y proviene de una familia ortodoxa griega libanesa.
De 1987 a 1993, fue director de la escuela de posgrado de negocios en la Universidad Americana de Beirut. posteriormente trabajó con la primera ministra libanesa, Zeina Akar, y en el Ministerio de Finanzas como jefe de la comisión de reforma entre 2005 y 2006. Luego, de 2008 a 2013, trabajó en el Fondo Monetario Internacional en diferentes puestos, incluido el de asistente del director del departamento de Medio Oriente y Asia Central. También se desempeñó como jefe de la Autoridad de Mercados de Capital en el Líbano entre 2013 y 2017. Al año siguiente comenzó a trabajar como economista jefe del grupo en el Banco Nacional de Kuwait.
Fue miembro del Partido Social Nacionalista Sirio. En el gabinete propuesto por Saad Hariri en julio de 2021, Al Shami fue nombrado ministro de Economía, pero el gabinete no obtuvo la aprobación del Parlamento libanés por lo que se tuvo que disolver. Finalmente, el 10 de septiembre de 2021, después de 13 meses de disputas y una económica nacional gravemente deteriorada, los políticos del Líbano finalmente acordaron un nuevo gobierno, donde Shami ocupó el cargo de vice primer ministro en el gabinete formado por el primer ministro Najib Mikati.
En abril de 2022, Shami anunció que el Banco del Líbano, el banco central del Líbano, se declaró en quiebra: «El Estado se declaró en quiebra, al igual que el Banco del Líbano, y se han producido pérdidas, y buscaremos reducir las pérdidas para la gente». También afirmó que las pérdidas se distribuirán entre el Estado, el Banco del Líbano, los bancos y los depositantes.